# Smrk pod Sklářským vrchem
Smrk pod Sklářským vrchem byl památný strom u Lesné jihozápadně od Tachova. Dvojitý smrk ztepilý (Picea abies) rostl na jižním svahu Sklářského vrchu při silnici z Lesné do Staré Knížecí Hutě, asi 200 m od hájovny. Obvod jeho kmene měřil 630 cm, jeden z kmenů měl obvod okolo 440 cm. Rozměry patřil mezi největší smrky v České republice. V roce 1988 se vyvrátil, stále ještě leží u silnice.

## Stromy v okolí
- Smrk pod Bukovou strání
- Lesenská lípa
- Lípa v Lesné na návsi
- Lípa v Lesné u pana Hrčína